# Hoogheemraadschap Zeeburg en Diemerdijk

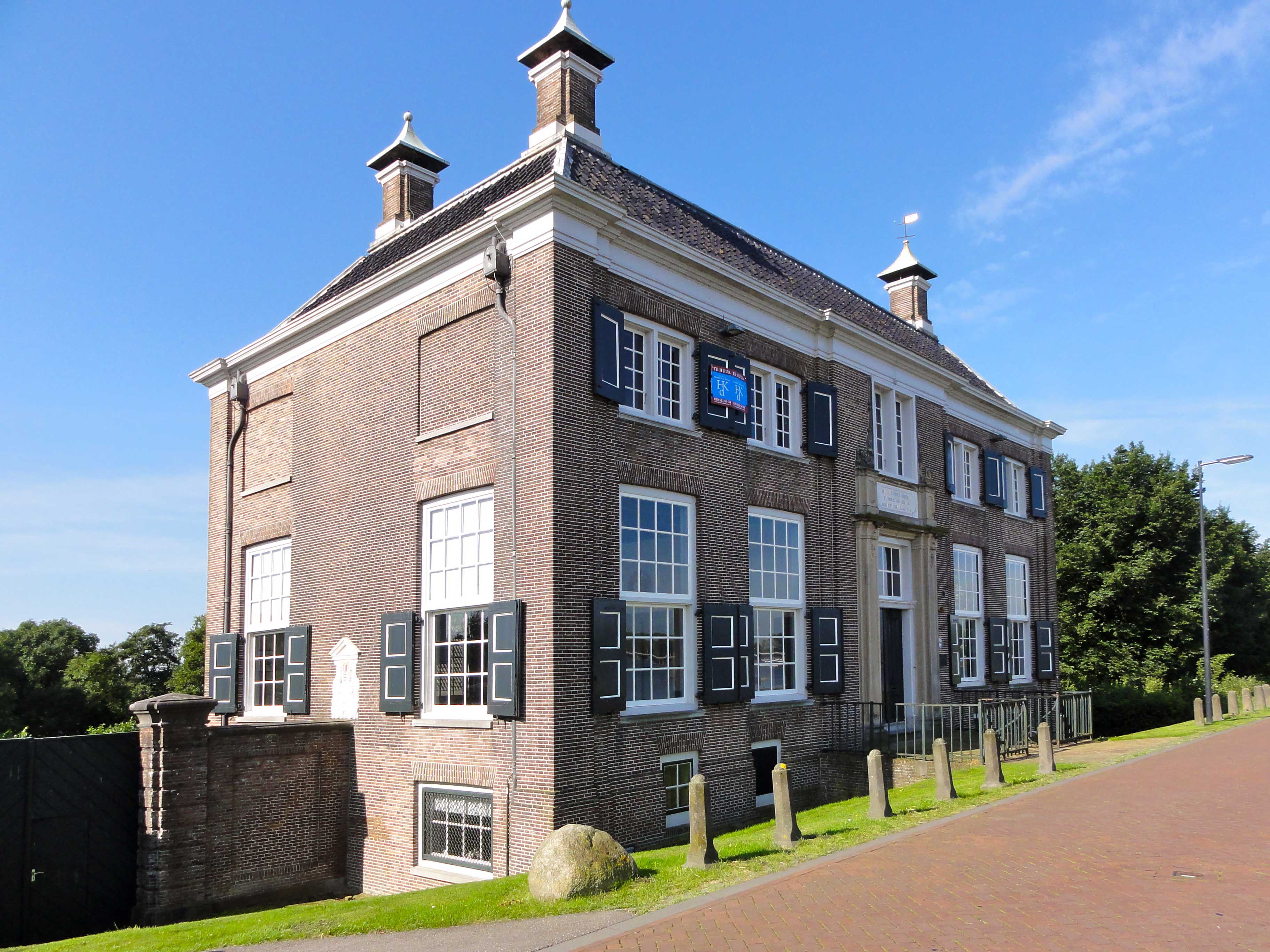
Het Gemeenlandshuis van Diemen aan de Diemerzeedijk.

Hoogheemraadschap Zeeburg en Diemerdijk was een waterschap van 1438 tot 1970 ten zuidoosten van Amsterdam. De oorsprong van het waterschap ligt in de Sint-Elizabethsvloed van 1421. De autoriteiten besloten naar aanleiding van de gevolgen ervan de dijk langs de Zuiderzee op te hogen en te versterken. Het Hoogheemraadschap Zeeburg en Diemerdijk werd in 1437 opgericht om dit te realiseren.
Vanaf 1970 is Hoogheemraadschap Amstelland de rechtsopvolger van het hoogheemraadschap Zeeburg en Diemerdijk.
Aan de Diemerzeedijk staat het Gemeenlandshuis van Diemen uit 1727 waar het bestuur van het waterschap vergaderde. Het gebouw is nu een Rijksmonument.

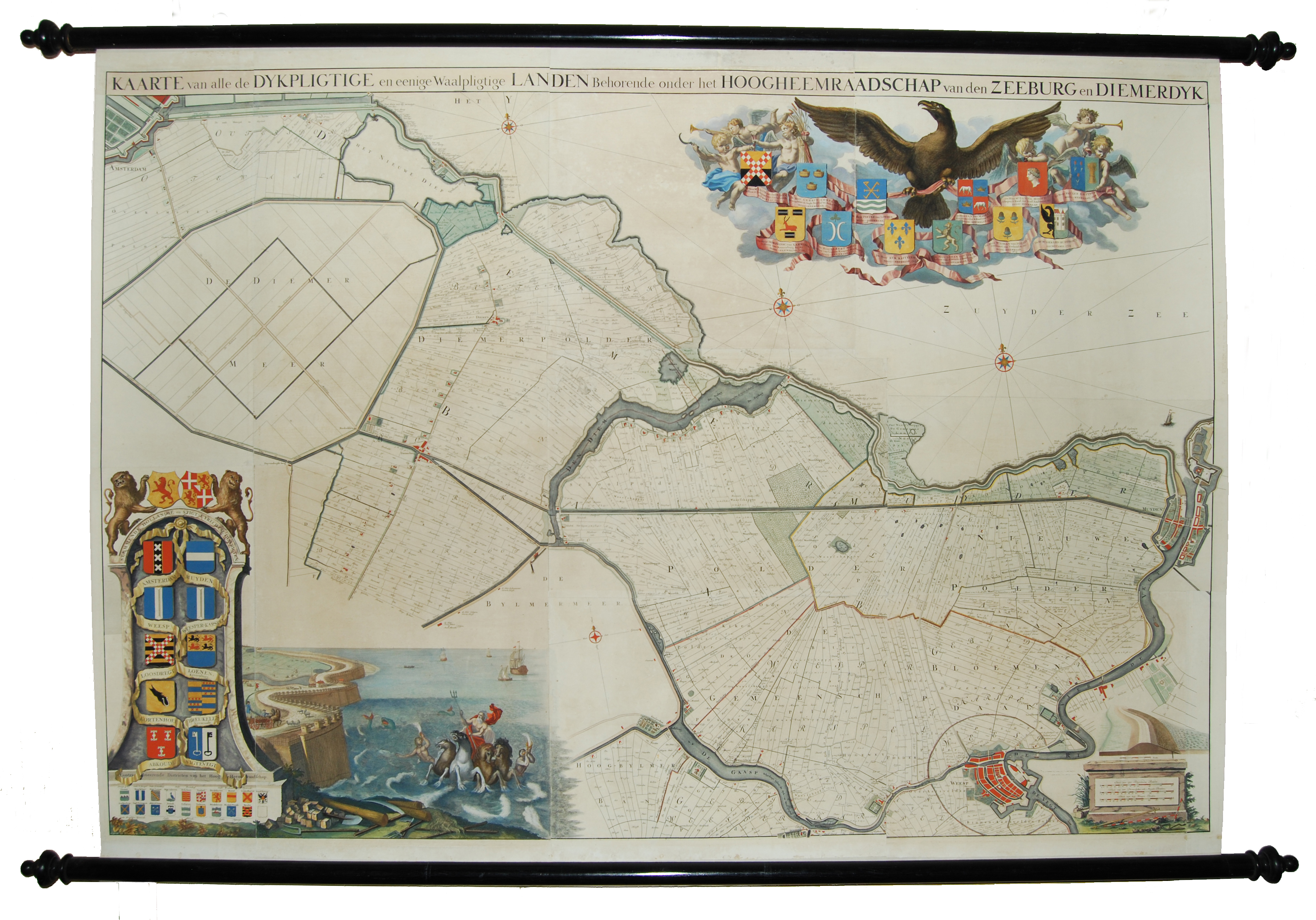
Kaarte van alle de Dijkpligtige en eenige Waalpligtige Landen behoorende onder het Hoogheemraadschap van den Zeeburg en Diemerdijk. Kopergravure vervaardigd door Jan Wandelaar uitgegeven tussen 1734-1754.